# 迪特尔·贝洛
迪特尔·贝洛（德語：Dieter Below，1942年6月23日—），德国男子帆船运动员。他曾代表东德参加1976年和1980年夏季奥林匹克运动会帆船比赛，其中1976年奥运会获得一枚铜牌。